# Let's Go Away for Awhile
"Let's Go Away for Awhile" é uma canção instrumental da banda estadunidense Beach Boys, faixa do álbum de estúdio Pet Sounds, de 1966. Também foi lançada em single, como lado B de "Good Vibrations".

## Histórico
A faixa foi composta e produzida por Brian Wilson e originalmente era chamada "The Old Man and The Baby". Seu primitivo título de trabalho era "Let's Go Away for Awhile (and Then We'll Have World Peace)" - "Vamos embora por algum tempo (e então teremos a Paz Mundial)", em livre-tradução, cuja referência viria do álbum How to Speak Hip, de Del Close e John Brent. "Este é um tipo de coisa de Burt Bacharach", disse Wilson em 1996. No ano seguinte, o compositor declarou que "Let's Go Away for Awhile" foi uma das coisas mais satisfatória que ele já produziu.